# Le Plessis-Robinson
Le Plessis-Robinson é uma comuna francesa na região administrativa da Ilha de França, no departamento de Altos do Sena. Ela se estende por uma área de 3,92 km². Em 2010 a comuna tinha 29 819 habitantes (densidade: 7 606,9 hab./km²).

## Toponímia

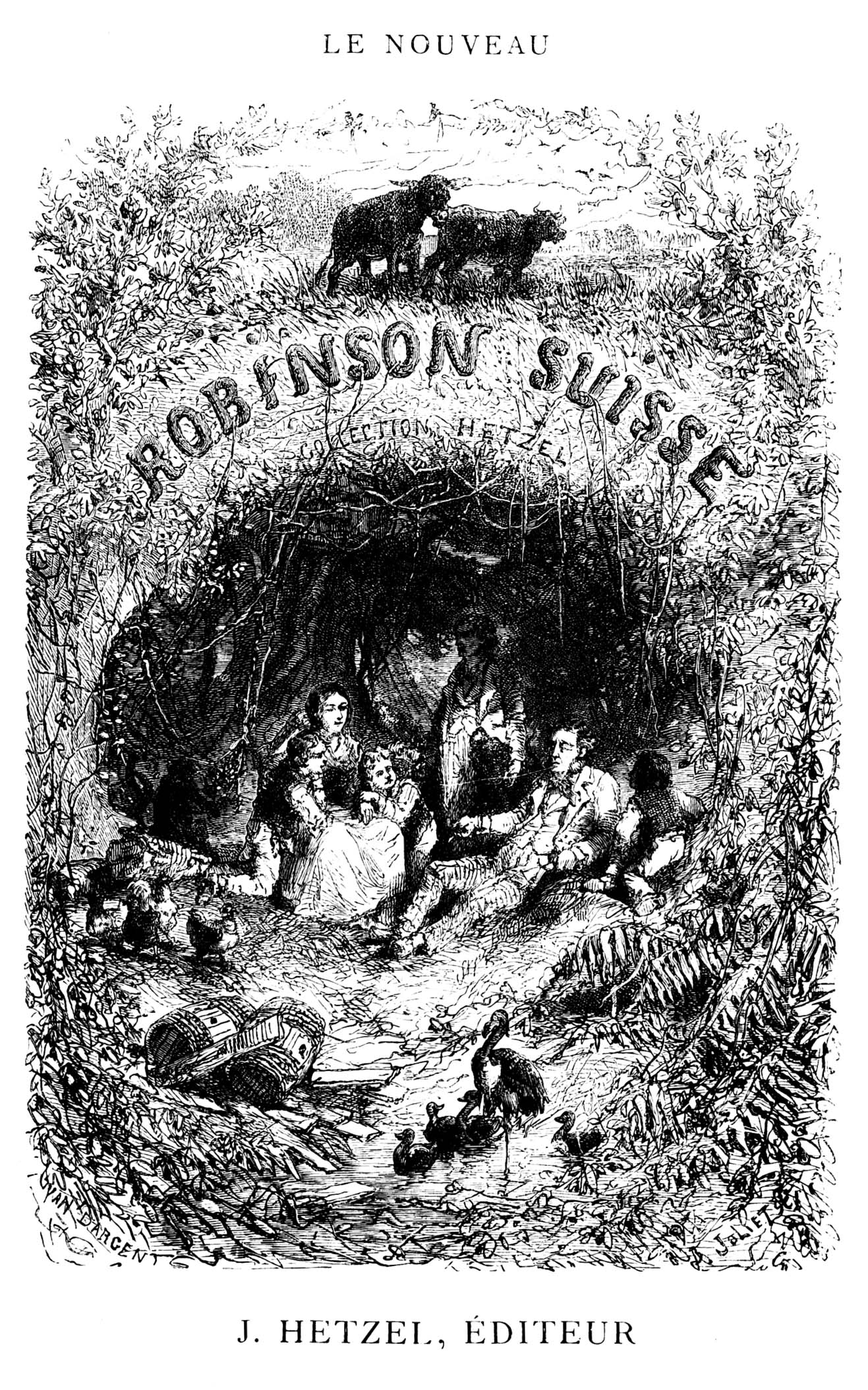
Frontispício da edição Hetzel, de Yan' Dargent, gravado por Joliet.

A primeira menção que nos chegou data de 839, onde um Conselho Sinodal compartilhou as terras pertencentes à Abadia de Saint-Germain-des-Prés entre o bispo e os cânones da igreja de Saint-Étienne: Plessiacus justa Castenetum ("o plessis ao lado de Châtenay"), um plessis é uma técnica tradicional de tamanho das sebes por divisão (plessage) dos ramos, que permitem cercar pastos e culturas, protegendo-os dos animais. Estes foram, portanto, ligados a Châtenay. Então, no século XIII, esta terra leva o nome de seu senhor: Plessis-Raoul e no século XV a aldeia é chamada Plessis-Picquet após o nome de seu senhor Jean de La Haye, dito Picquet. Em 30 de dezembro de 1793, no 10 do nivoso do ano II da República, a cidade leva o nome de Le Plessis-Liberté e retoma o seu nome de Le Plessis-Picquet no fim deste período revolucionário . O termo "Robinson" vem do romance de Johann David Wyss, A Família Robinson (ele mesmo inspirado do Robinson Crusoé de Daniel Defoe).
Na década de 1840, um dono de restaurante parisiense, Joseph Gueusquin, descobriu Le Plessis-Picquet e construiu em 1848 uma guinguette, com  casas nas árvore como em A Família Robinson, que ele chamou de "Au Grand Robinson". O sucesso do lugar foi tal que outras guinguettes aparecem, e que o bairro acabou levando o nome de "Robinson". Em 12 de novembro de 1909, a comuna de Plessis-Piquet é renomeada Plessis-Robinson, por decreto do presidente Fallières, respondendo assim aos desejos do município.

## Geminação
Le Plessis-Robinson é geminada com:
- Woking (Grã-Bretanha), desde 1993.
- Arapkir (Arménia), desde 2006[4].

## Demografia
| 1793 | 1800 | 1806 | 1821 | 1831 | 1836 | 1841 | 1846 | 1851 |
| ---- | ---- | ---- | ---- | ---- | ---- | ---- | ---- | ---- |
| 235  | 267  | 245  | 199  | 217  | 201  | 234  | 192  | 259  |

| 1856 | 1861 | 1866 | 1872 | 1876 | 1881 | 1886 | 1891 | 1896 |
| ---- | ---- | ---- | ---- | ---- | ---- | ---- | ---- | ---- |
| 271  | 321  | 338  | 266  | 326  | 348  | 407  | 397  | 475  |

| 1901 | 1906 | 1911 | 1921  | 1926  | 1931  | 1936  | 1946   | 1954   |
| ---- | ---- | ---- | ----- | ----- | ----- | ----- | ------ | ------ |
| 549  | 611  | 686  | 1 027 | 2 299 | 4 713 | 7 779 | 10 118 | 13 163 |

| 1962 | 1968   | 1975   | 1982   | 1990   | 1999   | - | - | - |
| --- | ------ | ------ | ------ | ------ | ------ | - | - | - |
| 18 449 | 22 590 | 22 231 | 21 271 | 21 289 | 21 618 | - | - | - |
| Para os censos de 1962 a 2006 a população legal corresponde à popolução sem duplicidades, segundo define o INSEE. |        |        |        |        |        |   |   |   |